# Lioré et Olivier LeO H-19
Dimensions
Le Lioré et Olivier H-19 est un hydravion à coque commercial réalisé en France durant l'Entre-deux-guerres par le constructeur aéronautique Lioré et Olivier, ou plutôt une famille d’hydravions : si seulement 5 exemplaires de la version d’origine H-190T furent construits, il donna naissance à une dizaine de versions, fabriqués au total à 45 exemplaires.